# Brachionycha sajana
Brachionycha sajana là một loài bướm đêm thuộc họ Noctuidae. Nó được tìm thấy ở miền đông Xibia và Irkutsk.